# Кліше, що припиняє роздуми
Кліше, що припиняє роздуми (також відоме як семантичний знак зупинки, семантичний стоп-сигнал, логіка наклейки бампера або кліше мислення) — це форма навантаженої мови, яка використовується для придушення когнітивного дисонансу. Залежно від контексту, в якому використовується фраза (або кліше), вона може бути дійсною і не кваліфікуватися як завершуюча думка; вона кваліфікується як така, коли її застосування має на меті відхилити інакомислення або виправдати логічну помилку. Єдина його функція — зупинити суперечку від подальшого розвитку, іншими словами «закінчити дебати кліше… не крапкою». Цей термін популяризував Роберт Джей Ліфтон у своїй книзі 1961 року «Реформа думки та психологія тоталізму», який назвав використання кліше разом із «завантаженням мови» як « мова недумки».

## Походження та визначення
|                                                        | Для мови тоталістичного середовища характерне кліше, що завершує думку. Найбільш далекосяжні та найскладніші людські проблеми стиснуті в короткі, дуже редуковані фрази, які звучать остаточно, легко запам’ятовуються та легко виражаються. Вони стають початком і завершенням будь-якого ідеологічного аналізу. |
| — Роберт Ліфтон, Реформа думки та психологія тоталізму | |

Найперше зафіксоване визначення терміна було опубліковано в книзі Роберта Джея Ліфтона «Реформа думки та психологія тоталізму» у 1961 році, де він описував структуру мови, яку використовувала Комуністична партія Китаю, визначаючи цей термін як «початок і кінець будь-якого ідеологічного аналізу». Вона була зазначена як шоста (з восьми) тоталістичних тем. Термін написаний відповідно до шостого (з восьми) критеріїв реформи мислення «Навантаження мови», з яких різні автори та вчені також вважають цей термін формою навантаженої мова.
Чез Буф у своїй книзі «Анонімні алкоголіки: культ чи ліки?» (1997) широко сформулював використання кліше як «фрази, що зупиняють думки (які) включають будь-яке використання мови, особливо повторювані фрази, щоб відігнати заборонені думки», описуючи свою взаємодію з рухом допомоги Анонімні Алкоголіки. Автор, ведучий шоу і лікар Роберт «Бо» Беннетт описав цей термін як заміну «фактичної позиції або аргументу людини із спотвореною, перебільшеною або невірною версією аргументування позиції» у своїй книзі 2017 року «Логічна помилка». Поряд із запропонованою логічною формою кліше:
- Особа 1 заявляє Y.
- Твердження Y звучить привабливо.
- Тому твердження Y є правдою.[6]

### Виняток з критеріїв
Беннет пояснює, що для використання фраз, які в іншому випадку вважалися б заперечливими, якщо вони використовуються на додаток до доказів або вагомих заяв, робляться винятки.

### Приклади
- «Це лише ваша думка». — Натяк на всі думки мають однакову цінність, що означає, що вам не слід намагатися нав'язати свою «думку» іншим людям, але це неправда, коли говорять про факти.[9]
- «Це те, що є». — не додає цінності будь-яким дебатам; виражає має намір відключитися. «Чому це так?»[2]
- «Брехня диявола». — Використовується як відповідь на будь-який факт, що загрожує цілісності особи/групи.[10]
- «Припиніть так багато думати». — Перенаправляє увагу з теми, ідеї чи аргументу на передбачуване надмірне використання самої думки.[11]
- «Це все добре.» — Анулює без доказів будь-яку можливу дискусію, стверджуючи, що питання вже вирішене.[12]
- «Ось ми знову». — Має на увазі, що надлишкова, циклічна природа даної розбіжності означає, що вона ніколи не буде вирішена.[13]
- «Ви занадто негативно налаштовані». або «Ти ніколи не можеш визнати, що ти не правий». В обох цих випадках або хтось погоджується, і в цьому випадку його дискредитують за те, що він занадто негативний або ненадійний, або хтось не погоджується, тим самим ілюструючи саму тезу, яку намагаються заперечити. Це тонка форма складного запитання, оскільки сам акт відповіді передбачає неявний аргумент.[14]
- «Зараз не час». — Використовується для відкладення обговорення на невизначений термін замість прямого зазначення того, що тему не слід обговорювати.[15][16]
- «То що, які наслідки мають мої дії?» — Використовується, щоб відкинути причетність особи до великої справи на тій підставі, що одна особа занадто незначна, щоб мати значний вплив.[4]
- «Давай домовимося не погодитися». — Використовується для припинення обговорення, часто, коли воно може стати занадто емоційним.[17]

## Критика використання

### Політика
Основна критика з боку різних журналістів полягає в тому, що використання кліше, як правило, зупиняє дебати та обмежує/цензурує свободу слова, і воно, як правило, є синонімом мови, яку використовували б тоталітарні держави p якими Ліфтон спочатку ототожнював Комуністичний Китай . Канцлер Нацистської Німеччини Адольф Гітлер, наприклад, використовував такі кліше та банальності, щоб виправдати свої дії до та під час Другої світової війни. Серед історичних особистостей, які також використовували такі кліше, є Йосип Сталін із Радянського Союзу, Рухолла Хомейні з Іранської революції, Пол Пот з колишньої комуністичної країни Демократична Кампучія та Мао Цзедун з Комуністичної партії Китаю.
Давид Володзько у «The Diplomat» у 2015 році охарактеризував виправдання Китаєм переслідування тибетців, уйгурів, Фалуньгун, художників, журналістів (включаючи Лю Сяобо) «з міркувань безпеки» як кліше, що припиняє роздуми, далі говорить: «Це так само безглуздо, як „Бог рухається таємничим шляхом“ або „Підтримуйте наші війська“. Це насправді означає, що партія важливіша за людей.»

### Релігія
Прикладом кліше, яке використовується Чезом Буфом, є «застереження, яке дається школярам-католикам, читати Радуйся, Маріє або вервиць, щоб відвернути „нечисті думки“. Використання повторюваних співів Харе Крішнаїти служить тій же меті, щоб зупинити думки». Християнська авторка Енн Морісі розкритикувала Християнську Церкву за використання ними таких кліше, які збігаються з їхніми доктринами, які навмисно зменшують можливість діалогу, заявляючи, що неможливість вийти за межі них ризикує стати жертвою «нової версії гностицизму» разом із відчуженням тих, хто не вірить. Саєнтологія також піддавалася критиці за використання протоколів, мови та лексики, які використовують кліше, що припиняють думки, щоб обумовити своїх членів або підтвердити підтверджувальне упередження, що ускладнює для членів мислення «поза коробкою». Журналіст The Guardian Джонні Скараманга згадує, що коли певні члени Ісламу маркують щось харам (гріховне), це використовує тактику, оскільки в ній стверджується, що щось заборонено і «Більше не треба думати, чи погано це».

### Рекламні ролики
Використання гасел часто вважається формою кліше: «Короткі, редуктивні ярлики, які можна наклеїти на речі, і які закінчують думки на цю тему».

### Мистецтво та медіа
У статті, опублікованій Gamasutra, зауважується, що під час дебатів щодо того, чи мають бути доступні порнографічні ігри на ринку Steam, рішення просто називати такі ігри порно є «припиненням роздумів», оскільки це не сприяє прогресу дебатів.

## Застосування у художній літературі
- У 1984 Джорджа Оруелла — Тоталітарна держава Океанії[en] реалізує новомову, «укорочену версію англійської мови, в якій „небезпечні“ слова, як-от „свобода“, більше не існують». Кетлін Тейлор[en] припускає в дослідженні[en], що слова, які залишилися в результаті скорочення англійської мови, є ідеологічно навантаженими і є «чіткими прикладами кліше, що завершують думки».[8][18]
- У творі Прекрасний новий світ Олдоса Гакслі — «Утопічне» суспільство використовує більш традиційні кліше, що припиняють думки, особливо щодо наркотику сома, а також модифіковані версії банальностей із реального життя, як-от «Лікар на день тримає подалі всілякі проблеми».[18]